# 川崎惠理子
川崎惠理子（1973年2月12日—）是日本的女性聲優、旁白，埼玉縣出身。所屬Sigma Seven，也在演劇部隊Chatter Gang舞台活動。

## 來歷・人物
1994年聲優處女作。

## 演出作品
※粗體字是主角、主要人物

### 電視動畫
- 麵包超人（櫻桃弟弟）

1995年
- 愛天使傳說 結婚桃子（雅典娜）
- 愛神邱比特（雅典娜）

1996年
- 妖精狩獵者I（米凱、女妖精）
- VR快打（女空服員）

1997年
- 妖精狩獵者II（米凱、羅莎）
- 竹熊（夏克蒂）

1998年
- Weiß kreuz（美香）
- 金田一少年之事件簿（太田綾）
- 海螺小姐（伊佐坂浮江（第3代）、早川小姐 其他）
- 玲音（年輕母親、學生）
- 萬能文化貓娘（宮澤美雪、右子）

1999年
- 金田一少年之事件簿（島崎薰、富山櫻）

2000年
- 警車奇戀（日向一、梅伊）
- 暗之末裔（鵤鞠子）

2001年
- 青春草莓蛋（武庫川玲子）
- ANGELIC LAYER 天使領域（員工）
- 電腦冒險記（結城夏子、親王智也）
- 棋靈王（三谷的姊姊）

2002年
- 阿漬的垃圾堆
- 天使特警（提姆母親）
- 十二國記（尹灑 其他）

2003年
- 最後機器人 康柏克（拉芙卡）
- 變形金剛：微型傳說（小孩）
- 人間交差點（婦人B）
- 闇與帽子與書的旅人（蕾拉的母親）

2004年
- 美咲年代記〜Divergence Eve〜（露克珊卓的母親、百田凜 其他）
- 忍心（小燕）
- 鋼之鍊金術師（瑞克）

2005年
- 草莓100%（外村美鈴）
- Xenosaga THE ANIMATION（蓋格農・庫凱Jr.）

2006年
- 金色琴弦〜primo passo〜（香穗子的母親）
- 009-1（瑪麗）
- 發條武士（豆丸）
- 不可思議星球的雙胞胎公主 Gyu！（莎莎）
- 夢使者（若葉的母親）
- 甦醒的天空 -援救之翼-（石川步）
- 甜蜜偶像（藤澤美樹、播報員）

2007年
- 驅魔少年（蠍子型惡魔）
- 鐵子之旅（菊池的姊姊）
- 豆牛君（河豬野、豆奶奶）

2011年
- GOSICK（瑪麗詠）

2017年
- KiraKira☆光之美少女 A La Mode（瑪恰蘿奴、塔爾頓）

### OVA
- 草莓100%（外村美鈴）
- 企業戰士YAMAZAKI（尾崎香織）
- 超神姬彈凱撒3（小惠）
- 魔法王國的俏皮小公主（安妮）
- 東京糖衣巧克力（前男友的母親、老奶奶）
- 萬能文化貓娘（宮澤美雪）
- 萬能文化貓娘DASH!（賣花少女、女子）

### 劇場版動畫
- 明天也要打起精神！（大澤靜江）
- 東京教父（角色不明）

### 遊戲
- 想見你… 〜your smiles in my heart〜（柳原霞）
- 妖精狩獵者－花禮篇－（安娜蜜拉）
- 妖精狩獵者－完全版－（米凱、露西 其他）
- 王子殿下Lv1（李娜莉亞公主）
- 金田一少年之事件簿3 青龍傳説殺人事件（森山雅子）
- 鋼鐵的咆哮2 軍艦炮兵（操作人員）
- 爵士V蘭斯 監視者（蜜莉安娜・伊薩柯維奇）
- 異域傳說系列（蓋格農・庫凱Jr./露貝德）
  - 異域傳說 故事I［向力量的意志］
  - 異域傳說 反常現象
  - 異域傳說 故事II［善惡的彼岸］
  - 異域傳說I・II
  - 異域傳說 故事III［紮拉圖斯特拉是哲學家］
- 天使的碎片　the lost article of memory（天乃翼）
- 電腦戰機VIRTUAL-ON MARZ（黛柏拉・拜特）
- 快樂舞蹈精選（翼）
- 魔法氣泡（西莉莉）
- 法蘭伯吉的精靈（缇兒）
- 瘋狂球迷 〜在你之中的勇氣〜（天羽雙葉、副官蘿拉）
- 水之旋律2 〜緋之記憶〜（修女）
- 馳風！競艇王V（望月遙）
- 妖獸戰記（倉橋瞳）
- 甜蜜偶像（藤澤美樹）

### CD
- 惡魔在身邊（渡邊菜都香）
- 草莓100%（外村美鈴）
- 連續劇CD在我之下的焦躁 TARGET2 山口·吉岡（黒崎綾子）
- 順其自然（二階堂未來）
- 殺死三千世界的烏鴉（柏麗）
- 連續劇CD異域傳說OUTER FILEVol.1〜3（蓋格農・庫凱Jr.）
- 交通工具王國布布康康
- 打工魔法師（事務員）
- 甜蜜偶像（藤澤美樹）

### 外語配音
- 人猿泰山之重返家園（塔西、其他）※NHK-BS2版
- 跑吧！維克爾（安比）
- 逐夢鬱金香（葛萊琪亞）
- 雞皮疙瘩（安娜、艾蜜莉）
- 愛殺疑雲（荷莉）

動畫
- 大象巴巴（蝴蝶）

### 旁白等
- 森林爺爺·森林小子 到森林去吧！(NHK教育) - 上海世博會的官方吉祥物、海寶的聲音
- 身體的門！(富士電視台系列)
- 月夜！(日本電視台系列)
- 世界非常吃驚新聞(日本電視台系列)
- 美味紳助(朝日電視台系列)
- 吐露寂寞的女人改善計畫(朝日電視台系列)
- 叢林王子(朝日電視台系列)
- ayupan(東京電視台系列)
- 北島閃耀心(東京電視台系列)
- 交通工具王國布布康康(東京電視台系列)
- 波奇玉(東京電視台系列)
- U-15･F(東京電視台系列)
- 狗貓(東京電視台系列)
- 天線咖啡廳(BS日本列)
- 粉彩小孩(BS-i)
- 芝麻開門TV(Net)
- 南西小姐 〜商品一家的舒適生活〜(朝日放送)
- 沖繩、在二宿三日的600年歷史邁進（旅行頻道）
- 是真的！恐怖的大衛（東京電視台）
- 皮拉梅奇諾（東京電視台，藝妓姑娘）

### 舞台
- 2000年以前在劇團雙六作品演出
- 黑暗中的夜曲（黑田）2002年9月
- 熱鬧的狂想曲（足利）2003年7月
- 緋色的小夜曲（宇佐美惠子）2004年5月
- 公寓的鎮魂曲（小櫻、旁白）2005年2月
- 慾望的行進曲（查特梅特羅列車長）2005年12月
- 快樂結局不儲存（市居）2006年7月

### 其他
- 三得利懸賞用AIBO的聲音
- atre龜戶、新浦安店的店內廣播
- am/pm打工教育用錄影包裝
- 敬老節・爺爺是我的英雄（錄影教材・年中節日動畫）
- 天文台 －接近星星的場所―（星座解說）
- 勇者物語 〜我的記憶與願望〜（任天堂DS用遊戲的CM）

## 外部連結
- Sigma Seven公開簡歷 （页面存档备份，存于）